# Институт по изучению высшей нервной деятельности
Институт по изучению высшей нервной деятельности — исследовательский институт, существовавший в 1925—1932 гг. в Москве.
В свете директивы XII съезда партии (1923) при Комакадемии (Коммунистическая академия Центрального Исполнительного Комитета СССР (ЦИК СССР)) была создана Секция естественных и точных наук. Секция начала официально работать в феврале 1925 г., её руководителем был назначен О. Ю. Шмидт. При секции был создан Институт по изучению высшей нервной деятельности, положение о котором рассматривалось на заседании Президиума Комакадемии 10 октября 1925 г. Постановлением СНК СССР от 28 ноября 1925 г. положение об институте было утверждено  Архивная копия от 23 апреля 2021 на Wayback Machine. Фактически институт начал работать с 1926 г. В его составе работали отделы:
- Физиологический
- Анатомо-гистологический
- Биохимический и
- Экспериментально-патологический  Архивная копия от 4 марта 2016 на Wayback Machine

Первый директор института — ученик И. П. Павлова, физиолог Д. С. Фурсиков  Архивная копия от 18 июня 2014 на Wayback Machine.
В ходе исследований в институте был введен ряд инноваций:

В качестве объекта для исследований Институт пользуется не только собаками, но и обезьянами, то есть животными с более совершенным строением мозга и более сложным поведением. Систематическое применение метода условных рефлексов для изучения поведения обезьян проводится впервые, впервые же введено и регистрирование двигательных реакций при помощи кино.— Архив РАН, ф. 350, on. 1, ед. хр. 22, л. 123 
В 1932 г. институт был реорганизован и был включен в состав Всесоюзного института экспериментальной медицины (ВИЭМ), послужившего впоследствии моделью при создании Академии медицинских наук СССР
В 1928—1930 располагался в усадьбе Покровское-Стрешнево

## Известные сотрудники
Психологи:
- Вера Шмидт Архивная копия от 4 марта 2016 на Wayback Machine Архивная копия от 11 августа 2009 на Wayback Machine (1925-1929)
- Лев Выготский Архивная копия от 4 марта 2016 на Wayback Machine
- Блюма Зейгарник Архивная копия от 4 марта 2016 на Wayback Machine
- Гита Биренбаум Архивная копия от 4 марта 2016 на Wayback Machine (все - начало 1930-х)
- Исаак Шпильрейн Архивная копия от 4 марта 2016 на Wayback Machine
- Шемякин, Ф.Н. Архивная копия от 4 марта 2016 на Wayback Machine